# Всемогъщото правителство
„Всемогъщото правителство: Появата на тоталната държава и тоталната война“ (на английски: Omnipotent Government: The Rise of the Total State and Total War) е книга на австрийския икономист и философ Лудвиг фон Мизес, издадена през 1944 година на английски в Съединените щати.
Книгата разглежда възхода на националсоциализма в Германия като пример за пагубните последствия от етатизма и социализма. В същото време авторът критикува проникването в западните демокрации на свързани идеи, като икономическия интервенционализъм, централното планиране, държавата на благоденствието и световното правителство, в което вижда придвижване към тотална държава.